# Альбокринова, Анастасия Алексеевна
Анастасия Алексеевна Альбокринова (род. 27 января 1987, Куйбышев) — российская художница, куратор, поэтесса, графический дизайнер, культуртрегер Самары, педагог, арт-критик, диджей, теоретик современного искусства.

## Биография
С 1994 по 2004 училась в школе № 11 (международная школа ЮНЕСКО) (Самара).
2004—2008 организатор и участник независимого литературного объединения «Зеленый Абажур» (г. Самара). В 2009 публикует свои стихотворения в сборнике «Черные дыры».
С 2006 года Анастасия работает как педагог и лектор в сфере неформального образования (искусство, дизайн, архитектура) с подростками и студентами — в рамках краткосрочных образовательных проектов от «Migrash» (Самара) и «Milhauz» (Израиль).
Соосновательница некоммерческого пространства «XI комнат» (Самара, 2008-2010). В этот период Анастасия попробовала себя во многих жанрах: инсталляция («Море», «Лицо»), перформанс («Расставание»), объект («Августовская депрессия»), графика («Девочки на шарах», «Мёртвые принцессы», «Нетеперь»).
Анастасия окончила Самарский государственный архитектурно-строительный университет (2010) по специальности «Дизайн среды» (мастерская Сергея Малахова и Евгении Репиной) и Институт медиа, архитектуры и дизайна «Стрелка» (2011).
После окончания магистратуры стала студентом первого набора в пост-дипломном Институте Медиа Архитектуры и Дизайна «Стрелка» (2010—2011) (куратор- Стефано Боэри и Франческа Инсульза). В рамках исследовательской программы исследовала постсоветское городское пространство, что нашло выражение в книге "Когда приходит искусство: трансформации индустриальных территорий Москвы. Творческий кластер «Красный Октябрь» и перформансе «Москва 1991/2011: 20 лет, 11 историй» (режиссёр Лера Суркова).
В 2012 году уехала в резиденцию для кураторов в NODE Center for Curatorial Studies (Берлин), где сокурировала и проектировала выставку с участием 14 международных художников в берлинском бункере. По возвращении в Самару присоединилась к Анатолию Некрасову в созданной им студии дизайна MONO studio, где работала над проектом «Insomnia» (выставка, графическая продукция), и выпустила капсульную коллекцию украшений «NOWO».
В 2016 году принимает участие в проект Музея Гараж «Открытые системы», посвященный опыту художественной самоорганизации.
В 2016 входит ТОП 50 Самые знаменитые люди Самары и Тольятти с Матвеем Горячевым с проектом «Человек наук».
Сайт aroundart включает Анастасию «Stabil’nost» в список «15 важных работ 2016 года»
С 2013 года работает в отделе дизайна стартап-проекта «Gitune». В 2014 году стала учеником «Мастерской акционизма» (галерея «Виктория», ведущий — Сергей Баландин) с итоговым проектом «Православный торгово-жилой комплекс с храмом и парковкой».
Автор статей и образовательных программ в сфере современного искусства. Участница групповых выставок в России и за рубежом, в том числе выставок «Между усталостью: к новым формам жизни» (Дворец культуры железнодорожников, Екатеринбург, 2017) и 2-й Ледовой биеннале (Самара, 2019), куратор — Константин Зацепин, с инсталляцией «Родные просторы» и перформансом «Грачи прилетели/ Русалка на ветвях сидит».
В 2019 стала участницей проекта «В единственном экземпляре» Библиотеки Музея «Гараж»
Входит в экспертный совет региональной премии в области современного искусства, учрежденной галерей «Виктория»
Активно популяризует современное искусство и дизайн, читает лекции по урбанистике
Участница в различных культурных институциях Самары акции «Ночь музеев» (самый известный Ночь Музеев 2010т в Самарской Литературном музее. Перформанс «Лето — все по 10 рублей»)
В 2021 экспертом конкурса Lexus Design Award Russia Top Choice 2021.
Как диджей выступает под псевдонимом «айлавйулавйуай»
Критик современного искусства.
Живёт и работает в Самаре.

## Профессиональная деятельность
2016 — 2018 — Средневолжский филиал ГЦСИ/ РОСИЗО, г. Самара. ассистент куратора Х Ширяевской биеннале современного искусства (2018),
с 2016 — Самарский литературный музей им. Максима Горького.
Проекты выставок: «A-la рус» (2017), «Смотрите! Требуйте! Покупайте!» (2018), «Вторжение» (2019), и пр.
с 2017 — Межрегиональный фестиваль набережных «ВолгаФест», г. Самара; арт-директор.
Сотрудничает с:
- Музеем Эльдара Рязанова, г. Самара.
- Самарским музеем модерна[40],
- галереей «Виктория» (с 2019): арт-директор, куратор площадки Victoria_Underground[41], куратор образовательных проектов[42]

Со-основатель центра образования и сотрудничества VISUALLLAB.

## Художественная деятельность
Персональные выставки
2015 — Персональная выставка и перформанс «WOILOK» Презентация № 4 — Анастасия Альбокринова, (ГЦСИ, Средневолжский филиал), Самара, Россия (программа авторских презентаций художников Самары во дворе Фабрики-Кухни «ВОЛГА. НОЛЬ»)
Избранные коллективные выставки и проекты
- 2017 — выставка «Женское двух городов», Квартирная галерея «вНОРЕ», Тольятти, Россия
- 2017 — выставка «Между усталостью: к новым формам жизни», Дворец культуры Железнодорожников, Екатеринбург, в рамках параллельной программы 4-й уральской индустриальной биеннале современного искусства[50]
- 2017 Выставка «Волга. Ноль» (кураторы Неля Коржова, Константин Зацепин), ТРК «Гудок», г. Самара
- 2014 — проект «Тишина и Монументы» Фестиваль «Улица как Музей, Музей как Улица», куратор Н. Коржова[51][52]
- 2012 — Выставка «Insomnia» (автор графической продукции) Галерея «Новое пространство», Самара[53]

- 2011 — «Самодвижущееся», ТЦ Вега, Тольятти, Россия[54][55][56]
- 2010 — Выставка «Молодой Дизайн» (участник, дизайнер экспозиции) «Арт-Центр», г. Самара
- 2010 — Выставка «Золото для народа», «Арт-Центр», г. Самара[57][58][59][60][61]
- 2010 — Выставка «Хипстерское искусство» Самарский Литературный Музей им. М. Горького[62]
- 2009

1. Выставка № 1 (участник. Серия маек «Августовская Депрессия»), галерея «XI комнат», Самара, Россия
2. Выставка № 3 (участник. фоторабота «Оглянись») галерея «XI комнат», Самара, Россия
3. Выставка № 4 «Скульптура и Инсталляция» (участник с инсталляцией «Картонное море») галерея «XI комнат», Самара, Россия
4. Выставка № 5 «Найденный Объект» галерея «XI комнат», Самара, Россия
5. Выставка № 6 (в рамках Фестиваля «Арт-Штурм») (участник с объектом «Лицо») галерея «XI комнат», Самара, Россия
6. Выставка № 8 «Давление» (участник с графической работой «Девушки на Шарах») галерея «XI комнат», Самара, Россия
7. Выставка № 10 «Эксперименты над Художниками» (автор концепции, куратор, участник) галерея «XI комнат», Самара, Россия
8. Выставка № 11 «Графика» (куратор, участник с шестиптихом «Нетеперь» и др. графическими работами) галерея «XI комнат», Самара, Россия
9. Выставка № 14 «Коллаж» (куратор совместно с А. Веревкиным) галерея «XI комнат», Самара, Россия
10. Вечер Пеформансов № 2: перформанс «Горох от фасоли» (участник) галерея «XI комнат», Самара, Россия
11. Вечер Пеформансов № 3: перформанс «Go away» (участник) галерея «XI комнат», Самара, Россия
12. Выставка авторских книг — Галерея «Новое пространство», г. Самара

- 2008 — Выставка № 10 «Эксперименты над Художниками», галерея «XI комнат», Самара, Россия[63],
- 2006 — участник выставок и событий Сквот-галерея «Одно Место», проект «Мёртвые принцессы», г. Самара[64]

## Кураторские проекты
- 2019 — выставка «Нежные касания цифровых тел», галерея Виктория, Самара, Россия[65][66][67][68][69]
- 2016 — образовательный проект «Человек-наук»[70][71][72]
- 2017 — выставка «A LA РУС», Самарский литературный музей, Самара, Россия[73][74][75]
- 2016 — проект «Stabil’nost»[14] Галерея «Виктория», г. Самара
- 2016 — выставка «Открытые системы»/«Самонедостаточность» совместно с московским Музеем современного искусства «Гараж», галерея Виктория, Самара, Россия[11]
- 2015 — проект «Ищу художника» (акция, выставка работ Е. Введенского) Фабрика-Кухня, Средневолжский филиал ГЦСИ
- 2012 — Node Center for Curatorial Studies, г. Берлин (куратор в резиденции, сокуратор выставки «Faraway, so close!», Fichte Bunker, Berlin)
- 2010 — выставка «Автопортрет+» в рамках фестиваля «Петербургский десант» «Арт-Центр», г. Самара куратор Е. Тюнина (куратор экспозиции «Автопотрет+» — выставки автопортретов самарских художников)
- 2009 — Выставка № 4 «Скульптура и Инсталляция» галерея «XI комнат», Самара, Россия
- 2009 — Выставка № 5 «Найденный Объект» галерея «XI комнат», Самара, Россия
- 2009 — Выставка № 6 (в рамках Фестиваля «Арт-Штурм») (куратор, участник с объектом «Лицо») галерея «XI комнат», Самара, Россия
- 2009 — Выставка № 8 «Давление» (куратор, участник с графической работой «Девушки на Шарах») галерея «XI комнат», Самара, Россия
- Выставка № 10 «Эксперименты над Художниками» (автор концепции, куратор, участник) галерея «XI комнат», Самара, Россия
- Выставка № 11 «Графика» (куратор, участник с шестиптихом «Нетеперь» и др. графическими работами) галерея «XI комнат», Самара, Россия
- Выставка № 14 «Коллаж» (куратор совместно с А. Веревкиным) галерея «XI комнат», Самара, Россия
- 2009 — «Вечера в свете диа-проектора»: показы диафильмов с аккомпанементом живого пианино (организатор) галерея «XI комнат», Самара, Россия
- 2009 — Выставка № 13 «Пространственно-Временной континуум», Галерея Актуального Искусства «XI комнат», г. Самара

## Галерея «XI комнат»
Как пишет Константин Зацепин «Галерея-сквот». Некоммерческая и независимая галерея. За два с половиной года существования в «Комнатах» прошло более 20-ти выставок.
Основателями галереи были студенты Самарской государственной академии строительства и архитектуры Анастасия Альбокринова и Анатолий Гайдук. Искусство в «комнатах» представляло собой живой процесс, лабораторию художественных форм, в которой сам творческий акт всегда ценился выше итогового произведения. Художники «XI комнат» изначально в большей степени ориентировались на «неакадемические» формы искусства: инсталляции, объекты, видеоарт, перформансы, коллажи, хэппенинги, концерты электронной музыки. Первоначально в галерее мог выставиться любой желающий. Кураторы не накладывали никаких цензурных ограничений, поэтому некоторые радикальные перформансы невозможно было даже представить в других галереях Самары.
Для многих художников (С. Шуваевой, А. Зайцева, А. Гайдука) именно «XI комнат» стали стартовой площадкой.
Галерея сменила три локации:
Кураторы галереи не считали свое помещение галереей, а предпочитали называть её площадкой для выставок.

На первое время художников приютил университет Наяновой, потом появился подвал на улице Киевской. Именно здесь появилось название — в подвале было именно одиннадцать небольших комнат, в которых и предполагалось разместить экспозицию одной из первых выставок. Но подвал срочно понадобился хозяину для других целей, и почти готовая выставка там так и не состоялась.
Этот студенческий сквот перерос в масштабное явление, которое дало старт нескольким значимым городским художникам и стало отличным примером устройства некоммерческого арт-пространства. — Сергей Баландин

Выставки галереи имели номерные названия: «Выставка № 1». «Выставка № 2»… и были выстроены по жанровому или персональному признаку, или по определённой теме. Выставка № 11 «Графика (Про ненастоящих людей, вещи и события)» например, объединила молодых самарских художников Анастасию Альбокринову, Анатолия Гайдука, Софьи Ислееву, Алису Николаеву, Яну Сачук, Сашу Зайцева, Сергей Баландин и другие. Основная идея выставки — показать неявную жизнь, происходящую в глубине души художника, не вполне ясную ему самому и освещаемую переменным светом сознания. Концепция выставки такова, что подписей к картинам нет (чтобы зрители разглядывали не имена художников, а их внутренний мир).

- Я учусь на факультете дизайна Самарского архитектурно-строительного университета. По воле случая моим одногруппником оказался Анатолий Гайдук. На третьем курсе обнаружилось, что он, помимо дизайнерских способностей, обладает еще и художественными. Сначала я выступала в качестве ассистента по организации его выставок на разных площадках. У нас появились единомышленники, тот самый костяк будущей галереи. И по мере переезда галереи из помещения в помещение роль куратора постепенно перешла от Анатолия ко мне. Он сосредоточился на сольном творчестве, а я так и осталась в галерее в качестве куратора. — Анастасия Альбокринова
«XI комнат» — это, конечно, люди. «Ядро» сформировалось еще за полтора года до того, как появилось это помещение: это, в первую очередь, тусовка Архитектурного института (Анатоль Гайдук, Дима Швецов, Коля Петров и другие) и присоединившиеся к ним впоследствии молодые художники. Мы год разгребали завалы бального зала Наяновой, чтобы сделать там одну-единственную выставку, после которой нас выгнали. Потом мы сквотировали подвал на Киевской, но затопление канализацией закончило и эту сказку. Подвал на Вилоновской был одним из пунктов наших странствий, и, как оказалось, последним. — Анастасия Альбокринова.

## Избранные тексты
- Анастасия Альбокринова. «Художники на льду» 25.02.14
- Анастасия Альбокринова Фабрика-мечта.
- Анастасия Альбокринова «Свои» бурлаки: апроприация образов и смыслов картины Репина самарскими культуртрегерами. 14.10.14

## Цитаты
- Я всё же не настолько художник, чтобы волноваться о принятии своей деятельности средой. В первую очередь я ориентируюсь на собственную удовлетворённость процессом и результатом работы. Потому что если я сделала то, что могла, то, что требовала от себя, согласованность с собой переходит на новый уровень, и это ощущение внутреннего роста. Это зачастую важнее многих часов и дней моей основной работы, потому что в личных проектах, в искусстве, я соединяю внутренние потребности к формулированию ценностей и смысла в мире, и свои профессиональные способности это сделать[46].
- Я думаю, что каждый о смерти что-то знает. Совершенно неправильно утверждать, что те, кто взрослее, знает о смерти больше. В жизни мы сталкиваемся с разными её проявлениями. Этой выставкой я хотела показать, что речь идет не о буквальной человеческой смерти. Есть ещё много аспектов, о которых мы забываем — смерть культуры, вещей[80]
- В регионах сейчас отсутствие конкуренции и дефицит кадров в культурной сфере. У нас нет продюсеров и фандрайзеров, арт-журналистов и критиков, а те кураторы и художники, которые есть, заняли свои ниши и прочно в них сидят. Поэтому можно уезжать, но если посмотреть внимательно, становится понятно: ты будешь единственным заметным пятном на культурной карте, даже не потому, что сделал нечто выдающееся, а просто потому, что ты есть![81]

## Оценка творчества
Ее деятельность можно трактовать так: все, к чему прикасается художник в своей жизни, все, с чем он соприкасается, становится искусством по определению. Начиная выбором одежды, заканчивая организацией пространства на вечеринках. Пожалуй, эффектнее и убедительнее, чем кто-либо другой в Самаре, Альбокринова показывает своим примером, что деятельность современного художника есть некий перманентный поток творческой энергии, не имеющей границ. Константин Зацепин
Еще более сложны многослойные архитектурные ассоциации Анастасии Альбокриновой: она обыгрывает образ фабрики-кухни в кодах советских плакатов и православной иконы. — Елена Богатырева
Анастасия Альбокринова конструирует свои визуальные композиции, свободно работая с границами нашего коллективного бессознательного, смешивая зачастую концепты различных художественных языков. Она попыталась проявить вытесненное на периферию нашего сознания забытое другое, обнаружить область персонального и национального мифа как место интимного сообщения души с миром. — Елена Богатырева